# كليمنت ك. ديكنسون
كليمنت ك. ديكنسون (بالإنجليزية: Clement C. Dickinson)‏ هو محامي وسياسي أمريكي، ولد في 6 ديسمبر 1849 في الولايات المتحدة، وتوفي بنفس المكان في 14 يناير 1938. حزبياً، نشط في الحزب الديمقراطي. انتخب عضو مجلس ولاية ميزوري وانتخب عضو مجلس نواب ولاية ميسوري وانتخب عضو مجلس النواب الأمريكي.